# 上り屋敷駅
上り屋敷駅（あがりやしきえき）は、かつて東京都豊島区西池袋二丁目と目白三丁目の境界付近に存在した西武鉄道池袋線の駅（廃駅）である。現在の目白建設組合近辺に位置していた。

## 歴史
西武鉄道の前身である武蔵野鉄道が、1929年（昭和4年）に現在の池袋駅 - 椎名町駅間に当駅を設置した。駅名としてこの一帯の地名「上り屋敷」が採用される。当時は、目白駅まで歩いて乗り換えるサラリーマンなどの姿がよく見られたという。
第二次世界大戦中の1945年（昭和20年）、戦況悪化を理由に営業が中止された。
終戦後も再開されることはなく、結局1953年（昭和28年）に正式廃止された。池袋線の運行本数の急増に伴い、ターミナルの池袋駅至近にあるこの駅がダイヤ構成の妨げになったという説もある。

### 年表
- 1929年（昭和4年）5月25日 - 開業[1]。
- 1945年（昭和20年）2月3日 - 休止[1]。
- 1953年（昭和28年）1月15日 - 桜堤駅・厚生村駅・西鷺宮駅・黒須貨物駅とともに廃止[1]。

## 乗降客の推移
| 年度 | 乗車人員 | 降車人員 |
| ---- | -------- | -------- |
| 1929 | 107,063  | 121,168  |
| 1930 | 244,453  | 249,700  |
| 1931 | 262,155  | 266,602  |
| 1932 | 360,461  | 303,801  |
| 1933 | 321,151  | 315,827  |
| 1934 | 350,838  | 355,321  |
| 1935 | 425,965  | 429,615  |

- 東京府統計書各年度版

## 廃止後の現状
相対式ホーム2面2線のプラットホーム跡地は、廃止後も西武鉄道が所有している。西側の駅舎跡地にはコンビニエンスストアサンクス西池袋上り屋敷店が営業していたが、2018年11月現在更地となっている。

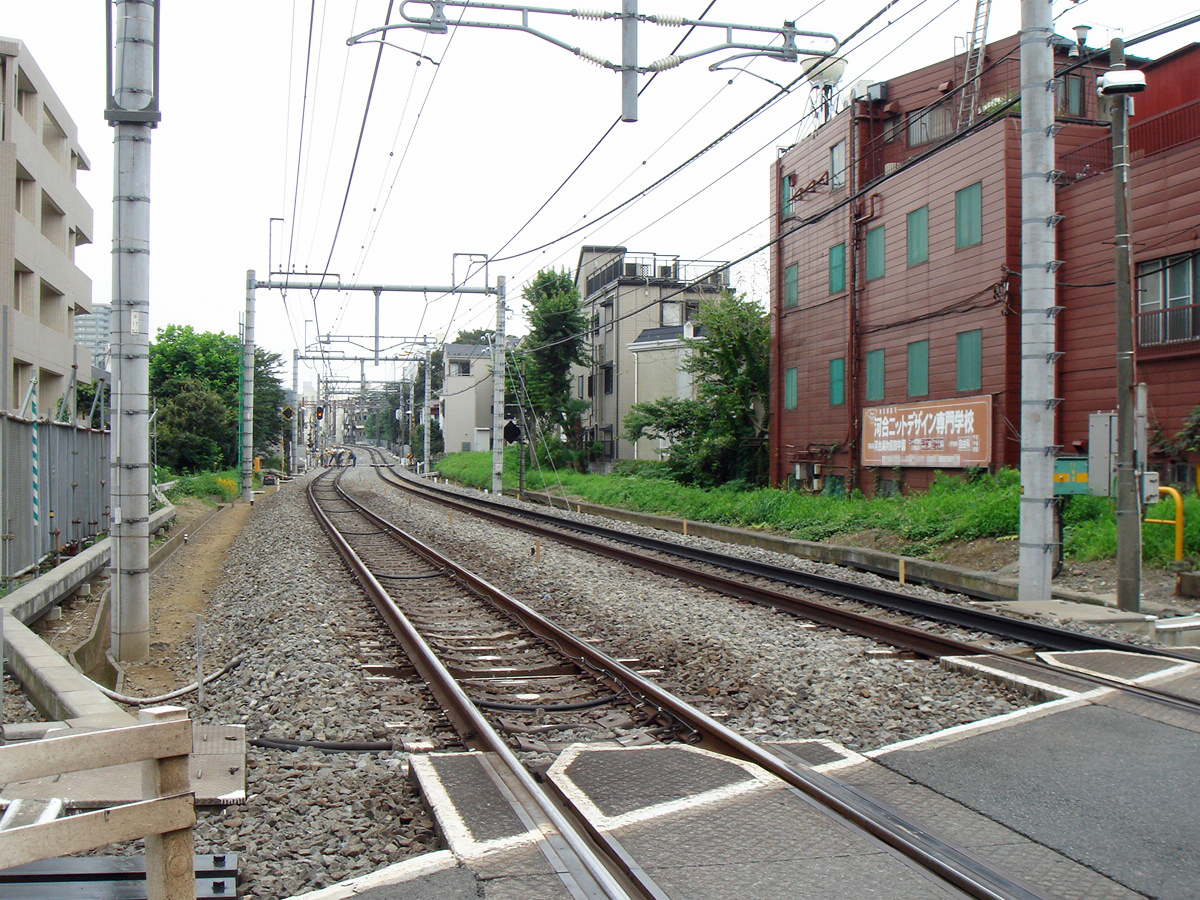
南側跡地（2006年）
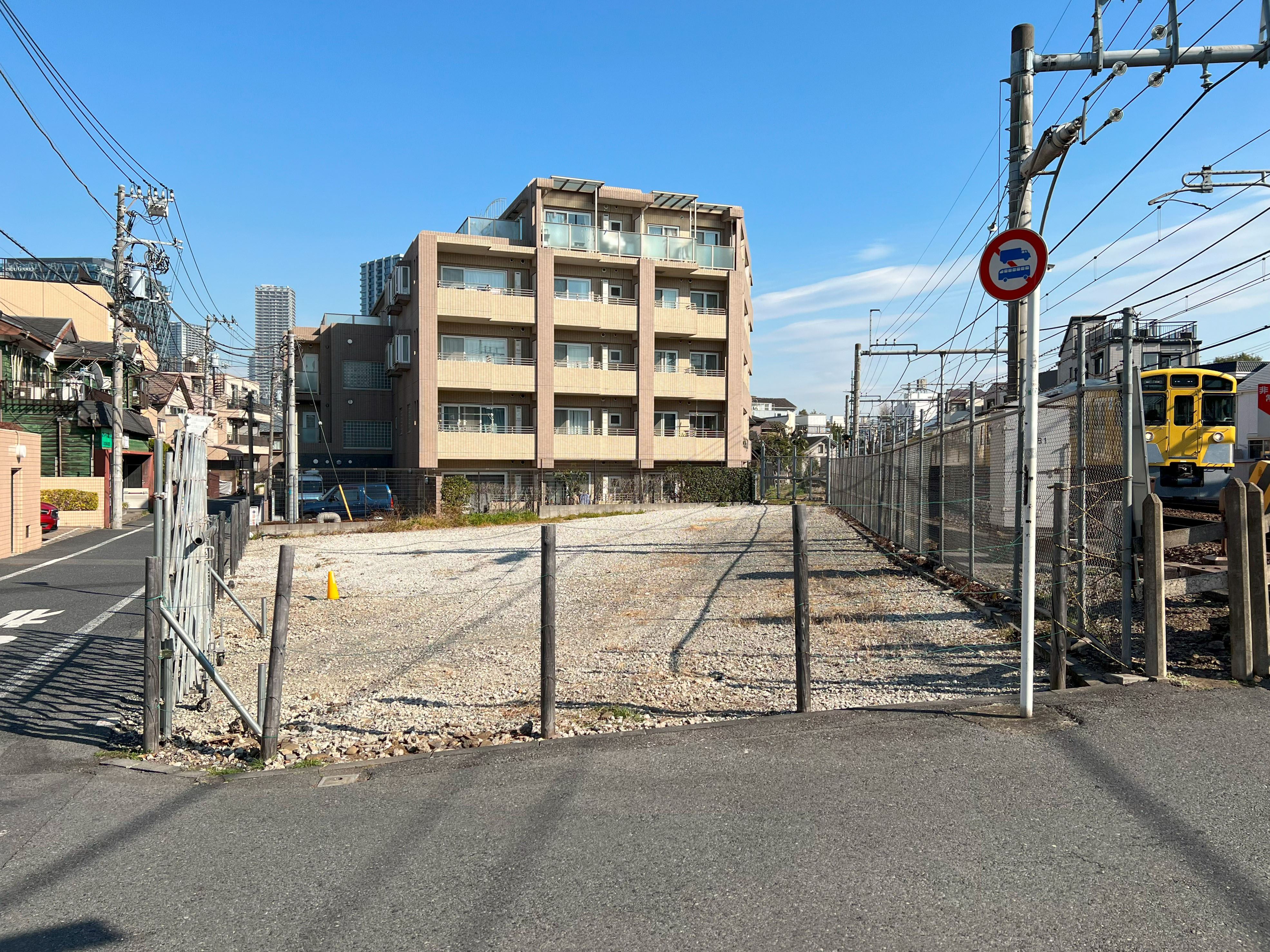
北側跡地（2023年）

## 隣の駅
西武鉄道
池袋線
池袋駅 - 上り屋敷駅 - 椎名町駅